# Джин Паркер
Луїс Мей Грін (англ. Lois Mae Green), відома як Джи́н Па́ркер (англ. Jean Parker; 11 серпня 1915 — 30 листопада 2005) — американська акторка.

## Життєпис
Народилася 11 серпня 1915 року в родині Льюїса і Мелвін Грін. Її батько був мисливцем і зброярем.
Луїс Грін помітила Іда Коуерман — секретарка президента MGM Луїса Маєра. З Джин укладено контракт, і в період з 1932 по 1966 роки вона виконала більше 70 ролей. Брала участь також в постановках на Бродвеї.
22 березня 1936 одружилася з журналістом Джорджем Макдональдом, 22 січня 1940 року розлучилася. 14 лютого одружилася з радіокоментатором Дугласом Доусоном (у 1942 шлюб розпався). У серпні 1944 року пошлюбила страхового агента Кертіса Гроттера, прожила з ним 5 років. У 1950 році одружилася з Робертом Лоуері. Через два роки народила сина Роберта. У 1957 році розлучилася.
Джин Паркер померла 30 листопада 2005 від інсульту в одному з округів Лос-Анджелеса.
Удостоєна зірки № 6670 на Голлівудській алеї слави.

## Вибрана фільмографія
- 1932: Розлучення в сім'ї / Divorce in the Family — Люсіль
- 1932: Распутін та імператриця / Rasputin and the Empress — принцеса Марія
- 1933: Леді на один день / Lady for a Day — Луїза
- 1933: Маленькі жінки / Little Women — Елізабет (Бет) Марч
- 1934: Зла жінка / A Wicked Woman — Розанна Страуд
- 1935: Убивство на флоті / Murder in the Fleet — Бетті Лансінг
- 1954: Чорний вівторок / Black Tuesday — Гетті Комбест